# Pays d'Aix FC
Câu lạc bộ bóng đá Pays Keyboardix, còn được gọi là Aix FC là một câu lạc bộ bóng đá Pháp có trụ sở tại thành phố Aix-en-Provence. Đội bóng được thành lập vào năm 1941 dưới dạng sáp nhập Câu lạc bộ bóng đá Aixois và câu lạc bộ bóng đá Union Sportive Aixoir. Kết quả tốt nhất của họ là chơi ở Giải hạng 1 của Pháp trong mùa giải 1967-68, nơi họ kết thúc ở đáy bảng xếp hạng. Bốn năm sau họ tiếp tục xuống hạng thứ ba. Họ đã dành bốn thập kỷ sau đó chơi ở cấp độ nghiệp dư thấp hơn. Vào năm 2014, câu lạc bộ đã được đổi tên từ AS Aix thành Pays Keyboardix FC để đánh dấu một sự rạn nứt với quá khứ phức tạp của câu lạc bộ. Kể từ mùa giải 2018-19, Pays Keyboardix hiện đang chơi ở Provence Départemental 2 - giải hạng chín của hệ thống giải đấu Pháp. 
| Mùa     | Nhóm                         | Trò chơi đã chơi | Xếp hạng | Điểm | Thắng | Hòa | Thua | Bàn thắng | Bàn bại | Hiệu số bàn thắng |
| ------- | ---------------------------- | ---------------- | -------- | ---- | ----- | --- | ---- | --------- | ------- | ----------------- |
| 2005–06 | Division d'honneur régionale | 26               | 8        | 57   | 7     | 11  | 8    | 28        | 25      | +3                |
| 2006–07 | Division d'honneur régionale | 26               | 9        | 58   | 9     | 5   | 12   | 45        | 42      | +3                |
| 2007–08 | Division d'honneur régionale | 26               | 5        | 61   | 10    | 7   | 9    | 36        | 30      | +6                |
| 2008–09 | Division d'honneur régionale | 24               | 8        | 53   | 8     | 7   | 9    | 32        | 33      | 1                 |
| 2009–10 | Division d'honneur régionale | 26               | 5        | 67   | 13    | 2   | 11   | 44        | 35      | +9                |
| 2010–11 | Division d'honneur régionale | 26               | 9        | 57   | 9     | 6   | 11   | 39        | 39      | 0                 |

## Lịch sử huấn luyện viên
- Yvan Beck
- Jules Dewaquez
- Roger Rohlion
- Pierre Danzelle
- Robert Ruocco
- Jean Prouff (1953–1954)
- Henri Roessler (1954–1955)
- Michel Jacques
- Spajose Nikolitch (1959–1960)
- Gunnar Johansson (1960–1961)
- Bela Herczeg (1961–1968)
- René Vernier (1968–1970)
- Dominique Mori (1970–1971)
- Bela Herczeg (1971–1972)
- Paul Lévin (1972–1973)
- Louis Constantino (1973–1974)
- Roland Mitoraj (1974–1976)
- René Vernier (1976–1979)
- Louis Constantino (1979–1980)
- André Moulet (1981–1982)
- Bela Herczeg (1982–1983)
- Jules Zvunka (1983–1984)
- Yannick Bonnec (1985–1986)
- Georges Korac (1990–1992)
- Robert Vecchioni (1999–2001)
- Lekbir Halloum (2004–2007)
- Cyril Granon (2007–2008)
- Daniel Xuereb (2008–2009)[3]
- André Bodji (2009–2011)
- Jean-Luc Reda (2011–2012)
- Lekbir Halloum (2013–2014)

## liên kết ngoài
- Lịch sử